# Ruta Estatal de Nevada 120
La Ruta Estatal de Nevada 120, y abreviada SR 120 (en inglés: Nevada State Route 120) es una carretera estatal estadounidense ubicada en el estado de Nevada. La carretera inicia en el Suroeste desde la US 95  hacia el Noreste en la SR 119 . La carretera tiene una longitud de 10,1 km (6.260 mi).

## Mantenimiento
Al igual que las autopistas interestatales, y las rutas federales y el resto de carreteras estatales, la Ruta Estatal de Nevada 120 es administrada y mantenida por el Departamento de Transporte de Nevada por sus siglas en inglés Nevada DOT.